# Телеведучий: Легенда продовжується
«Телепартач: і знову здрастє» (англ. Anchorman 2: The Legend Continues) — американська комедія режисера Адама МакКея (був також сценаристом і продюсером), що вийшла 2013 року. У головних ролях Вілл Ферелл, Крістіна Епплгейт, Пол Радд, Стів Керелл. Стрічка є продовженням фільму «Телеведучий: Легенда про Рона Борґанді» (2004).
Сценаристом стрічки також був Вілл Ферелл, продюсерами — Джадд Апатоу і Вілл Ферелл. Прем'єра фільму відбулася 19 грудня 2013 року в Австралії, у США на 20 грудня 2013 року.
В Україні у кінопрокаті прем'єра фільму — 19 червня 2014 року.

## Сюжет
Завдяки своїй роботі наприкінці 1970-их років, команда журналістів 4 Телеканалу стає відомою. У їхніх головах виникає ідея створення першого інформаційного телеканалу, що працюватиме 24 години на добу. Для цього вони переїжджають у Нью-Йорк.

## У ролях
| Актор             | Персонаж                                                                       | Роль                                    |
| ----------------- | ------------------------------------------------------------------------------ | --------------------------------------- |
| Вілл Ферелл       | Рональд Джозеф Аарон «Рон» Борґанді (англ. Ronald Joseph Aaron "Ron" Burgundy) | головний телеведучий новин 4 Телеканалу |
| Стів Керелл       | Брік Тамленд (англ. Brick Tamland)                                             | ведучий прогнозу погоди                 |
| Пол Радд          | Браян Фантана (англ. Brian Fantana)                                            | репортер телеканалу                     |
| Девід Кокнер      | Чемпіон «Чемп» Кінд (англ. Champion "Champ" Kind)                              | спортивний коментатор                   |
| Крістіна Епплгейт | Вероніка Корнінгстоун (англ. Veronica Corningstone)                            | молода й амбіційна телеведуча           |
| Джеймс Марсден    | Джек Лайм (англ. Jack Lime)                                                    | ведучий                                 |
| Фред Віллард      | Едвард «Ед» Гаркен (англ. Edward "Ed" Harken)                                  | директор каналу                         |
| Ділан Бейкер      | Фредді Шапп (англ. Freddie Shapp)                                              |                                         |
| Крістен Віг       | Чані (англ. Chani)                                                             | офісний працівник                       |
| Грег Кіннер       | Гері (англ. Gary)                                                              | психолог                                |
| Гаррісон Форд     | Мак Таннен (англ. Mack Tannen)                                                 | ведучий, який уходить на пенсію         |
| Кірстен Данст     | Ель Трусіас (англ. El Trousias)                                                |                                         |
| Саша Барон Коен   |                                                                                | ведучий BBC                             |
| Маріон Котіяр     |                                                                                | канадська ведуча                        |
| Вілл Сміт         |                                                                                | репортер ESPN                           |
| Каньє Вест        | Веслі Джексон (англ. Wesley Jackson)                                           | ведучий MTV                             |
| Вінс Вон          | Вес Мантут (англ. Wes Mantooth)                                                | головний телеведучий новин 9 Телеканалу |
| Джим Керрі        | Скотт Райлз (англ. Scott Riles)                                                | ведучий                                 |
| Емі Полер         |                                                                                | репортерка                              |
| Тіна Фей          |                                                                                | репортерка вечірнього розважального шоу |
| Ліам Нісон        |                                                                                | ведучий історичного телеканалу          |

## Сприйняття

### Критика
Фільм отримав позитивні відгуки: Rotten Tomatoes дав оцінку 75% на основі 174 відгуків від критиків (середня оцінка 6,4/10) і 63% від глядачів із середньою оцінкою 3,5/5 (115,706 голосів). Загалом на сайті фільми має позитивний рейтинг, фільму зарахований «стиглий помідор» від кінокритиків і «попкорн» від глядачів, Internet Movie Database — 7,1/10 (26 254 голоси), Metacritic — 61/100 (40 відгуків критиків) і 6,5/10 від глядачів (164 голоси). Загалом на цьому ресурсі від критиків і від глядачів фільм отримав позитивні відгуки.

### Касові збори
Під час показу у США, що розпочався 18 грудня 2013 року, протягом першого тижня фільм показали у 3,507 кінотеатрах і він зібрав 26,232,425 $, що на той час дозволило йому зайняти 2 місце серед усіх прем'єр. Станом на 10 січня 2014 року показ фільму триває 24 дні (3,4 тижня) і за цей час фільм зібрав у прокаті у США 114,300,000  доларів США (за іншими даними 112,417,944 $), а у решті світу 35,000,000 $, тобто загалом 149,300,000 $ (за іншими даними 147,417,944 $) при бюджеті 50 млн $.